# Tage Jespersen
Tage Jespersen (født 29. marts 1927 i Thisted - 28. juli 2008 i Hadsund) var den første borgmester for den nye Hadsund Kommune, der opstod efter kommunalreformen 1970. Tage var både født og opvokset i Thisted, hvor han sammen med sin svoger overtog faderens vulkanisørforretning. Makkerskabet holdt ikke længe, og han slog sig i 1956 ned som vulkanisør på Krügersgade i Hadsund. 
Først i 1960'erne blev han aktiv i politik for Venstre og blev i 1966 valgt ind i byrådet. I 1970 blev han borgmester i den nye Hadsund Kommune. Han satte et markant præg på kommunens og Hadsunds udvikling.
Efter kommunalvalget i 1985 fik Socialdemokratiet flertal i byrådet, og den 31. december 1985 forlod han borgmesterposten. I de senere år brugte Tage Jespersen stor energi på at få etableret et hospice i Hadsund, og han var til det sidste aktiv i projektet. Der arbejdes stadig med at få etableret et hospice i Hadsund.
Tage Jespersen døde af lungekræft i hjemmet i Hadsund. 
Han blev bisat fra Hadsund Kirke den 30. juli 2008.